# 14-й авиационный корпус Украины
14-й авиационный корпус Украины (воинская часть А3822) (укр. 14-й авіаційний корпус) — соединение в составе Воздушных Сил Украины с 1994 по 2004 год.

## История
После распада Советского Союза и провозглашения независимости УССР, 14 ВА Советской армии под руководством генерал-лейтенанта Антонца приняли присягу Украины. В 1994 году 14-ю ВА Украины переформатировали в 14-1 авиа корпус Украины.
В 2001 году сократили 806-й полк в Луцке, в 2004 году 48-й полк в Коломые. В том же году 14-й авиа корпус был переформатирован в ВК "Запад"